# Момбарочо
Момбарочо (итал. Mombaroccio) је насеље у Италији у округу Пезаро и Урбино, региону Марке.
Према процени из 2011. у насељу је живело 353 становника. Насеље се налази на надморској висини од 304 м.

## Становништво
| 1936. | 1951. | 1961. | 1971. | 1981. | 1991. | 2001. | 2011. |
| ----- | ----- | ----- | ----- | ----- | ----- | ----- | ----- |
| 3.541 | 3.462 | 2.591 | 1.861 | 1.738 | 1.743 | 1.755 | 2.134 |